# Ashby-de-la-Zouch
Ashby-de-la-Zouch este un oraș în comitatul Leicestershire, regiunea East Midlands, Anglia. Orașul aparține districtului North West Leicestershire.